# Laat (feodalisme)
Een laat (Middelnederlands: laet) was in de vroege middeleeuwen, in een domein georganiseerd volgens het hofstelsel, een gedeeltelijk onvrije boer, die zichzelf min of meer vrijwillig onvrij gemaakt had om in het levensonderhoud te kunnen voorzien. Op basis van een juridische afspraak met een (groot)grondbezitter, zoals bisschop, koning, graaf of heer, kreeg hij een stuk grond in bruikleen met de plicht dat te onderhouden en er land- of bosbouw, veeteelt, visserij, turfwinning, delving van ertsen en dergelijke te bedrijven; in ruil mocht hij een klein deel van de opbrengst behouden.
Het verbinden van rechten en verplichtingen aan de uitgave van een stuk grond in bruikleen maakte deel uit van het middeleeuwse feodale stelsel. De laat was in het feodale stelsel de laagste vorm van belening.

## Hand-en-spandiensten
Hoewel het leenstelsel door de tijd en naar plaats verschilde, was de laat, evenals de horige, meestal aan de grond gebonden en niet aan de heer. Hij had de plicht op zich genomen de grond te bewerken en moest het grootste deel van de oogst of andere opbrengst afstaan. Ook moest hij vaak (een bepaald aantal dagen per jaar) de nodige hand-en-spandiensten voor de heer verrichten als het aanleggen van een weg (handdienst) of de landbewerking met dieren (spandienst). Ook het meegaan als soldaat op een militaire veldtocht kon tot de afgesproken diensten horen. In de zaai- en oogsttijd werd vaak ook verwacht dat er op het land van de heer werd meegewerkt. Men noemde dit ook corvée.
De laat mocht veelal bezit hebben en had daarnaast enkele persoonlijke en zakelijke rechten: volgrecht, huwelijksrecht, het recht wapens te dragen, maar bij zijn dood keerde de laat-leen terug naar de oorspronkelijke eigenaar (mainmorte, of dode hand), die in de meeste gevallen het contract met een zoon van de overledene vernieuwde. Dat leek op het overerfbaar zijn van de functie maar was het juridisch niet, of een erfgenaam dezelfde rechten en plichten kreeg als de overledene hing af van de wil van de heer, niet van plaatselijk geldend erfrecht. De laten werden in de 13de eeuw volledig vrij.

## Laathoeve
Een laathoeve of cijnshoeve was een hoeve waar recht gesproken werd in geschillen tussen de laat en de heer, en de plek waar de laat een deel van zijn oogst moest afstaan. De laathoeve was eigendom van de heer, maar er kon een laat als zetboer in werkzaam zijn.
De laathoeve kon bestaan uit een centraal gebouw, grond die door de heer of pachter werd gebruikt, grond die door cijnsplichtige laten werd bewerkt en waar hun huizen op stonden, en een soort rechtbank of laatbank. De aan de laathoeve toebehorende grond werd het laatgoed genoemd.
Het woord laat komt voor in de plaatsnaam Latem (laat + heem, dus woonplaats van laten), zoals in Sint-Martens-Latem en Sint-Maria-Latem, beide in Oost-Vlaanderen. 
Het komt ook voor in familienamen als De Laat en De Laet. De familienaam  Van Latesteijn komt van  Latesteyn, waarin de woorden laat en steen voorkomen. Latesteyn was een middeleeuws kasteeltje bij Tiel dat later degradeerde
tot eenvoudige boerderij. Straatnamen en een woonwijk in Tiel verwijzen naar dit landgoed.
Ook komt het voor in de oudste Nederlandse zin:
| Maltho  | thi | afrio          | lito |
| Ik meld | je: | ik bevrijd je, | laat |

Deze formule werd uitgesproken bij het vrij verklaren van een laat.